# Kateryna Pawlenko

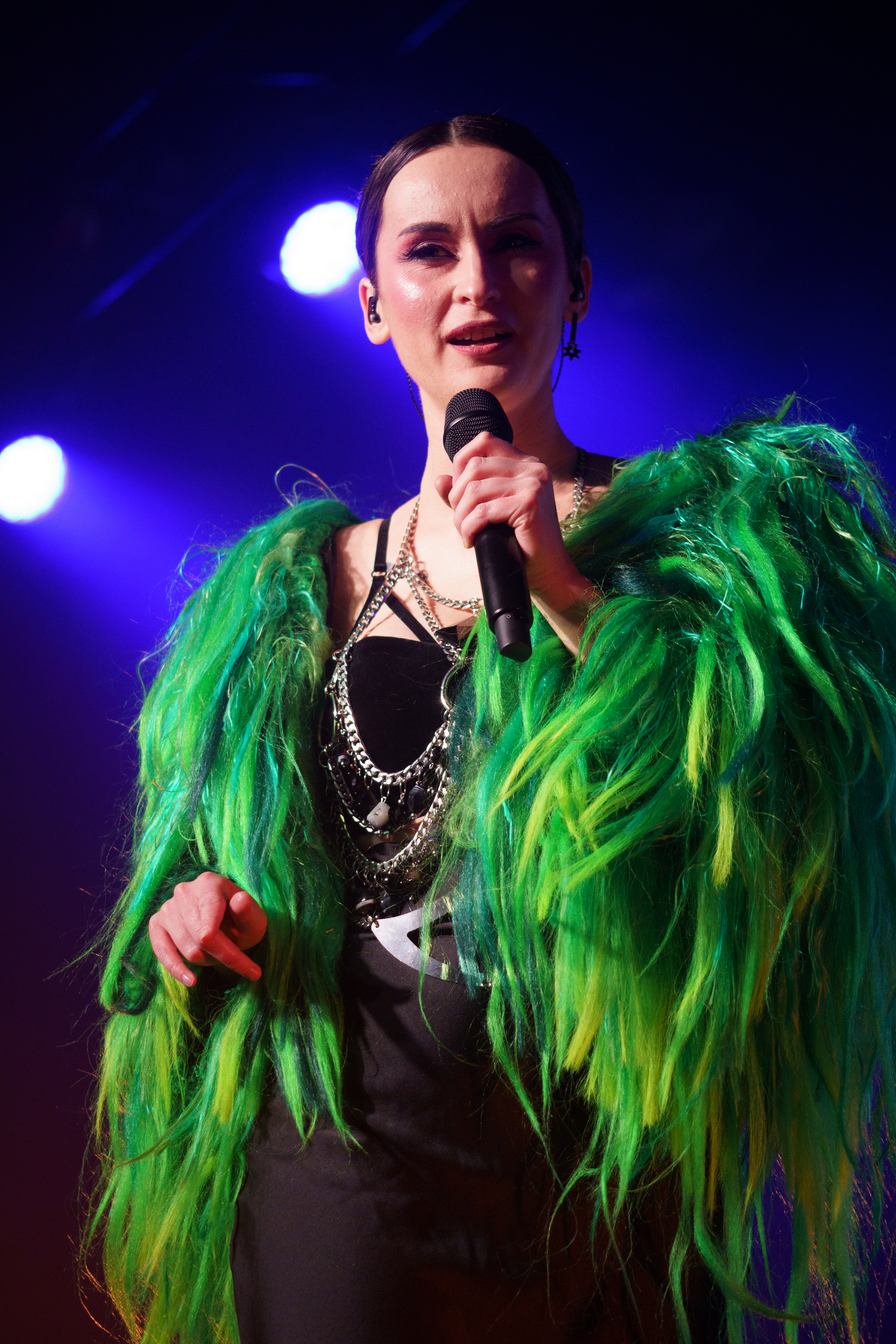
Kateryna Pawlenko (2024)

Kateryna Anatolijiwna Pawlenko (ukrainisch Катери́на Анато́ліївна Павле́нко; * 10. August 1988 in Nischyn, Ukrainische SSR), auch bekannt unter ihrem Künstlernamen Monokate (ukrainisch Монокейт), ist eine ukrainische Sängerin und Komponistin sowie Leadsängerin der Band Go_A.

## Leben und Karriere
Kateryna Pawlenko wurde 1988 in Nischyn in der Oblast Tschernihiw geboren und wuchs bei ihren Großeltern auf.
Aufgrund schlechter Wohn- und Lebensverhältnisse entwickelte Kateryna Pawlenko früh ein Lungenleiden. Als Jugendliche musste sie sich mehrerer Operationen unterziehen – unter anderem wurde ihr ein Lungentumor entfernt. Seitdem ist sie nicht mehr in der Lage, auf herkömmliche Art zu singen:

„Der Klang wird nicht in meinen Lungen oder Bronchien erzeugt, weil da einfach nicht mehr genug Platz ist, sondern irgendwo hier. [zeigt auf ihren Hinterkopf] Das gilt besonders für die hohen Töne.“

Während ihrer Schulzeit besuchte sie die Musikschule in Nischyn und sang in einem Kinderchor. Außerdem lernte sie Klavier und Gitarre. Ihre Lehrer rieten ihr, eine Karriere als Opernsängerin anzustreben.
Im Jahr 2009 verließ sie die Marija Sankowezka Angewandte Hochschule für Kultur und Kunst in Nischyn mit einem Abschluss als Dirigentin für folkloristische Chöre. Während ihrer Studienzeit spielte sie in mehreren lokalen Rockbands („Contours of Shadows“, „My spirit“). Von 2009 bis 2013 studierte sie an der Kiewer Nationalen Universität für Kultur und Kunst (Київський національний університет культури і мистецтв, KNUCA) an der Musikfakultät mit Schwerpunkt Volksmusik. Während dieser Zeit leitete sie das Ensemble „Vytynanka“ und sang selbst im Ensemble „Kralytsia“.
Seit 2017 leitet sie den Veteranenchor in Beresan in der Oblast Kiew. Unter ihrer Leitung gewann der Chor eine Auszeichnung im Bereich Volksmusik.

## Go_A
Im Jahr 2012 wurde sie Mitglied der Band Go_A, sechs Monate nach deren Gründung – zunächst als Backgroundsängerin, bevor sie schließlich als Leadsängerin eingesetzt wurde. Zusammen mit Go_A veröffentlichte sie ein Studioalbum und mehrere Singles.
Im Jahr 2020 sollte sie mit Go_A mit dem Song Solovey (dt. Nachtigall) die Ukraine beim Eurovision Song Contest in Rotterdam vertreten. Aufgrund der Coronapandemie wurde der ESC 2020 abgesagt. Go_A vertrat die Ukraine beim Eurovision Song Contest 2021 mit dem Song SHUM (dt. Lärm) und erzielte den 5. Platz in der Gesamtwertung.

## Solokarriere
Unter dem Pseudonym „Monokate“ schreibt und publiziert Kateryna Pawlenko Gedichte und Lieder.

## Diskografie

### Singles
- 2019: Svit Song
- 2021: Play/Rec
- 2021: море (mit Igor Kirilenko)
- 2023: Vorozhyla